# Халил-паша Дамат
Марашли Дамат Халил-паша је био османски намесник за време султана Ахмеда, султана Османа и султана Мурата .

## Биографија
Након што је био дворски соколар, постао је јањичарски ага 4. јануара 1607. Војни поход те године био је усмерен против побуњеника Анатолије, под управом Кујуџу Мурат-паше . Халил је 1608. отишао у источну Анатолију по наређењу Мурад-паше, и успео је да се тријумфално врати у Истанбул.
Од 1609. године постао је Адмирал флоте, до 1611. Наредне године жени најстарију рођену сестру султана Ахмеда, Хатиџе-султанију. Поново је постао Капудан-паша, до 1616. године, када је именован за Великог везира. Три године касније бива смењен и опет постаје Адмирал флоте, и нарених четири године бива често одсутан из престонице због разних експедиција. 
Коначно, 1. или 2. децембра 1626. именован је по други пут за Великог везира. Пошто није добио рат са Персијом, свргнут је 6. априла 1628. Заменио га је Гази Екрем Хусрев-паша. У мају 1628. Халил се вратио у Истанбул са својим везирским чином и још неокрњеним угледом.
Умро је 29. августа 1629. године.